# Loddington (Leicestershire)
Pour les articles homonymes, voir Loddington.
Loddington est une paroisse civile et un village du Leicestershire, en Angleterre.